# Digimon Adventure
Digimon Adventure (デジモンアドベンチャー Dejimon Adobenchā?, lit. «Aventura Digimon»),

(Digimon: Digital Monsters o simplemente Digimon en España e Hispanoamérica) es una serie de anime producida por Toei Animation. Es la primera serie de la franquicia Digimon, creada por Akiyoshi Hongō. La temporada sucesora es Digimon Adventure 02. Recientemente salió su reboot oficial llamado Digimon Adventure.
La historia se centra en siete niños de Japón, que son transportados al Mundo digital después de encontrar unos Digivice y ser arrastrados por una "gran ola", llegando así a la Isla File (lit. «Isla archivo»). Allí encuentran a sus compañeros Digimon, y con su ayuda, aprenderán a sobrevivir pese a las adversidades de estar en un mundo desconocido. Conforme avanza la serie, descubren que son los Niños elegidos.
A mitad de la serie se integra el octavo niño elegido con su Digimon. Los ocho niños tendrán que luchar contra las fuerzas de la oscuridad que quieren apoderarse del mundo digital y el mundo real.

La serie se emitió en Japón desde el 7 de marzo de 1999 hasta el 26 de marzo de 2000 por la cadena de televisión Fuji TV, los domingos a las 9:00 a. m., con un total de 54 episodios. Además, la serie cuenta con dos películas. La primera, homónima: Digimon Adventure (デジモンアドベンチャー Dejimon Adobenchā?, lit. «Aventura Digimon») ambientada cuatro años antes de los eventos de la serie y que funciona como precuela de esta y la segunda: Digimon Adventure Bokura no War Game! (デジモンアドベンチャー ぼくらのウォーゲーム! Dejimon Adobenchā Bokura no Wō Gēmu!?, lit. «Aventura Digimon ¡Nuestro juego de guerra!»).

## Creación
La inspiración, sobre todo, gráfica se refiere a los famosos dibujos animados japoneses, en particular como Transformers, Power Rangers y Pokémon y luego se agregó la temática de aventuras que trajo de vuelta los años anteriores a la saga cinematográfica Jurassic Park y Jumanji así como también inspirado en obras literarias de Julio Verne tales como 2 años de vacaciones y viaje al centro de la tierra.

## Argumento
La serie se divide en las siguientes partes o sagas:

### Saga de Devimon
Episodios 1-13
El verano de ese año, el planeta Tierra se volvió extraño. Inundaciones, sequías, nieve en medio del verano.
 El 1 de agosto de 1999, siete niños de Japón (Taichi Yagami, Yamato Ishida, Sora Takenouchi, Koshiro Izumi, Mimi Tachikawa, Jo Kido y Takeru Takaishi), mientras disfrutaban de campamento de verano, son sorprendidos por una tormenta de nieve.
Los siete niños se refugian en un pequeño hokora. Terminada la tormenta de nieve, los niños salen de su refugio y observan una aurora boreal. De la aurora salen siete pequeños dispositivos envueltos en luz, los niños los confunden con meteoritos y se arrojan al suelo para cubrirse.
Los dispositivos comienzan a flotar delante de cada niño. Cuando los agarran, del suelo se levanta una "gran ola" y los absorbe a un mundo desconocido.
En ese mundo, conocen a los Digimon. Los siete niños eran esperados por siete Digimon y se hacen muy buenos amigos. Pero descubren que no solo hay Digimon amables, sino también, salvajes, violentos y malvados.
Después de su encuentro con Kuwagamon, un Digimon salvaje que los ataca, sus Digimon evolucionan para protegerlos: Koromon evoluciona a Agumon, Tsunomon a Gabumon, Pyocomon a Piyomon, Motimon a Tentomon, Tanemon a Palmon, Pukamon a Gomamon y Tokomon a Patamon.
Los niños comienzan a buscar la manera de regresar al campamento o encontrar otros humanos, a pesar de que sus Digimon les dicen que están en la isla File (lit. «isla Archivo») y que en ese mundo solo habitan Digimon.
Conforme avanzan, los niños se enfrentan a varios Digimons, logrando así la digievolución de sus compañeros Digimon al nivel maduro, y descubriendo que algunos de sus oponentes estaban infectados por "ruedas negras", lo que alteraba su comportamiento para volverlos agresivos.
Las ruedas eran enviadas y controladas por Devimon, un Digimon tipo demonio que quería eliminar a los niños, a quienes llamaba: niños elegidos, pero en especial a Takeru y Patamon.
Devimon les tiende una trampa y divide la isla File en pedazos, separando a los niños.
Los niños descubren que son los niños elegidos, que los dispositivos que tienen son Digivice, y que según la leyenda, deben restaurar la paz del Mundo Digital.
Ya reunidos, y con la ayuda de Leomon, un Digimon guerrero que había sido infectado por Devimon, los seis Digimon evolucionados se enfrentan a Devimon, quien había absorbido todos las ruedas negras y también a Ogremon (su sirviente y enemigo de Leomon), pero este los derrota. Cuando Devimon intenta asesinar a Takeru, Patamon, quien aún no había podido evolucionar a su etapa campeón, evoluciona a Angemon y, sacrificándose, derrota a Devimon.
Mientras los datos de Devimon se suprimen, este les dice que hay otros Digimons más fuertes que él más allá del océano. Angemon, al usar todo su poder más el de los Digivice, también muere y se convierte en un Digihuevo, para posteriormente volver a nacer.

### Saga de Etemon
Episodios 14 - 20
Después de derrotar a Devimon, aparece un ser de apariencia humana llamado Gennai. Gennai pide a los Niños elegidos que vayan al continente Server (lit. «Continente Servidor») para derrotar a las fuerzas de la oscuridad. Además les cuenta que sus Digimon podrán alcanzar una nueva etapa evolutiva con la ayuda de las Etiquetas y los Emblemas.
Las Etiquetas fueron escondidas por Devimon en algún lugar del océano y los Emblemas se encontraban dispersos por el continente Server. Con la esperanza de regresar a su mundo, los niños emprenden viaje hacia el nuevo continente. Después de un incidente en el océano con Whamon, este les ayuda a encontrar las Etiquetas y los lleva al nuevo continente. Ya en el continente Server, conocen a su nuevo enemigo: Etemon.
Los niños comienzan a eludir a Etemon, quien se encontraba en el nivel perfecto por lo que era mucho más fuerte que los 6 digimons, mientras buscan los Emblemas. Taichi es el primero en encontrar su emblema, el emblema del valor y eso lo llena con confianza de más: durante un ataque de Etemon, este fuerza a Greymon a que evolucione a su siguiente nivel, haciendo que super evolucione incorrectamente a SkullGreymon causando un tremendo caos. Cuando se le agotan las energías y vuelve a ser Koromon, Taichi se da cuenta de su error y se disculpa con todos.
En esta temporada el resto de los niños encuentra sus emblemas: Yamato lleva el emblema de la amistad, Sora el del afecto, Koushiro el del conocimiento, Mimí el de la inocencia, Jo el de la sinceridad y Takeru el de la esperanza.
Ya encontrados los siete emblemas, Taichi se enfrenta nuevamente a Etemon, quien ahora se encontraba atareado en las redes oscuras alimentándose de su fuerza para hacerse más fuerte. El valor de Taichi hace que su emblema brille y Greymon super evoluciona a MetalGreymon. Con su ataque Giga Destroyer (Giga explosión en España y Gigas destructoras en Hispanoamérica), ataca las redes oscuras que tenían atrapado a Etemon. En la explosión aparece un Vórtice dimensional que arrastra tanto a Etemon como a Taichi y a MetalGreymon.
Taichi regresa al mundo real junto con Koromon, regresa a su hogar encontrando a su hermana Hikari. Taichi descubre que aún era el 1 de agosto de 1999 en la Tierra y que solo habían pasado horas desde su partida, mientras que en el mundo digital pasaron meses. Además descubre que las anormalidades climáticas en el mundo real eran provocadas por los Digimon, además su hermana Hikari ya se había dado cuenta de eso antes que él partiera al campamento de verano. Al final, Taichi y Koromon deciden volver al mundo digital con ayuda de su Digivice. Mientras eso sucedía, un octavo Digivice aparecía en su hogar.

### Saga de Myotismon (Vamdemon)
Episodios 21 - 39
Con la desaparición de Taichi, los Niños elegidos se separan. Taichi comienza la difícil tarea de encontrarlos y reunirlos. Aparece PicoDevimon (DemiDevimon en España e Hispanoamérica), un pequeño Digimon que tratará de evitar que los Niños elegidos se reúnan, llenando sus corazones de oscuridad y resentimientos mientras son puestos los unos contra otros.
Sora escucha una conversación entre DemiDevimon y su "señor" donde hablan del significado de los Emblemas. Cada emblema representa la cualidad más importante de cada niño y su digimon: Taichi y Agumon poseen el Emblema del Valor, Yamato y Gabumon el Emblema de la Amistad, Sora y Piyomon el Emblema del Amor (Afecto en España), Koushiro y Tentomon el Emblema del Conocimiento, Mimi y Palmon el Emblema de la Pureza (Inocencia en España), Jou y Gomamon el Emblema de la Sinceridad y Takeru y Patamon el Emblema de la Esperanza.

Ya reunidos, hace aparición Vamdemon (Myotismon en España e Hispanoamérica) quien los ataca derrotándolos a todos. Piyomon evoluciona a Birdramon y pelea contra Myostismon. Esta es herida por el nuevo villano, lo que hace que Sora manifieste el amor por su compañera Digimon y el emblema brille. Birdramon super evoluciona a Garudamon, quien los salva de Myotismon llevándolos lejos.
Gennai les revela a los niños la existencia de otro de sus camaradas, el octavo Niño elegido, y que Myotismon planea eliminar al octavo Niño elegido viajando a Japón, en donde llevará a cabo una invasión al mundo real para encontrarlo. Myotismon logra abrir la puerta hacia el mundo real y la cruza con un ejército de digimons salvajes y oscuros. Los niños van detrás de él. A lo largo de la temporada, los emblemas de Yamato, Koushiro, Mimí y Jo brillan haciendo que sus digimons logren la etapa perfecta en los enfrentamientos con los soldados de Myotismon.
Se revela que Hikari Yagami es la octava niña elegida y que uno de los sirvientes de Myotismon, Tailmon (Gatomon en España e Hispanoamérica), es la octava Digimon elegida.
Myotismon desencadena una persecución en todo el Japón al mando de Phantomon y Bakemons y crea una capa de neblina para cortar las comunicaciones y evitar ayuda internacional. Los niños de toda la ciudad son secuestrados para ser interrogados ante el emblema de la luz de Hikari(que en ese momento estaba en manos de Myotismon junto con Gatomon), el cual brillaría al tomar contacto con el octavo niño. Hikari, al ver tanto sufrimiento, se entrega a Myotismon anunciando que es ella la octava niña buscada. Comienza una batalla en la torre Fuji entre los Digimons elegidos y Myotismon, en la cual este último mata a Wizardmon, el amigo de Gatomon, lo que hace que Hikari haga brillar con su dolor su emblema de la luz y Gatomon super evolucione a Angewomon. Esta, reuniendo el poder de los demás Digimon, derrota a Myotismon con su "flecha celestial". Myotismon renace como VenomVamdemon (VenomMyotismon en España e Hispanoamérica) y empieza a destruir la ciudad. Con la ayuda de Angemon y Angewomon, Agumon y Gabumon evolucionan a WarGreymon y MetalGarurumon derrotando al rey demonio.
Terminada la batalla, el mundo digital aparece reflejado en el cielo del mundo real, los ocho Niños elegidos deciden regresar al mundo digital para encontrar la solución a ese fenómeno.

### Saga de los Dark Masters o Amos oscuros
Episodios 40 - 52
Los Niños elegidos encuentran un mundo digital en muy mal estado. Durante su ausencia, los Dark Masters (Amos oscuros en España) se apoderaron del mundo digital y formaron la Montaña espiral. Los niños a pesar de separarse, empiezan a derrotar uno a uno a los Dark Masters, el primero en ser derrotado es MetalSeadramon, le sigue Pinochimon (Puppetmon en España e Hispanoamérica), luego Mugendramon (Machinedramon en España e Hispanoamérica) y por último Piemon (Piedmon en España e Hispanoamérica). Los ocho niños ya reunidos en la cima de la Montaña espiral reciben un correo de Gennai que les revela que los Dark Masters no eran los verdaderos enemigos. La Montaña espiral se oscurece y la cima se desintegra. Los niños caen al vacío de oscuridad.

### Saga de Apocalymon
Episodios 53 y 54
Los Niños elegidos caen en una zona de oscuridad. El verdadero enemigo hace aparición: Apocalymon (Apocalymon en España y Apokarimon en Hispanoamérica). Él estaba presente en todo el Mundo digital y era el causante de la curvatura entre ambos mundos al atravesar el Firewall (Muro de fuego en España e Hispanoamérica). Los niños intentan hacerle frente pero Apocalymon destruye los ocho Emblemas impidiendo que los Digimon puedan evolucionar. Finalmente Apocalymon usa un conjuro y los formatea. Los niños descubren que los emblemas eran solo un objeto y que sus cualidades estaban realmente en sus corazones; al descubrirlo, todos los Digimon vuelven a evolucionar, y juntos derrotan a Apocalymon.
Tras ello, el Mundo digital empieza a reconstruirse, y con él, renacen los Digimon que dieron sus vidas por restaurar la paz. Sin embargo, los Niños elegidos tienen que regresar a su mundo, por lo que se despiden de sus Digimon con la esperanza de volver a verlos algún día.

### Epílogo (antes de Digimon Adventure 02)
Después de los hechos ocurridos en la segunda película, en Digimon Adventure 02 se revela que los ocho Niños elegidos fueron llamados nuevamente al mundo digital por Gennai. La misión de los niños era restaurar el equilibrio del mundo digital sacrificando el poder de los ocho emblemas, el cual crearía un escudo protector alrededor de ese mundo. Ese poder también ayudó a liberar a las cuatro Bestias sagradas que fueron derrotadas y selladas por los Amos oscuros o Dark Masters.

## Personajes
| Personaje                                                     | Actor de voz | Digimon               | Actor de voz |  |
| ------------------------------------------------------------- | --- | --------------------- | --- |  |
|                                                               | |                       | |  |
| Taichi Yagami (八神 太一 Yagami Taichi?, Tai Kamiya)          | Toshiko Fujita (JP) Blanca Rada (Esp) Miguel Ángel Leal (hasta el capítulo 9) y Gerry Meza (resto) (Lat) | Agumon                | Chika Sakamoto (JP) Rafael Calvo (Esp) Uraz Huerta (Lat)                                                         |  |
| Taichi Yagami (八神 太一 Yagami Taichi?, Tai Kamiya)          | Es el líder de los Niños elegidos y el protagonista principal de Digimon Adventure. Tiene 11 años de edad y es el hermano mayor de Hikari. Es sobreprotector con los más pequeños del grupo. Se caracteriza por ser muy impulsivo, lo que lo lleva a tomar decisiones sin pensarlas antes; pero es el primero que arriesga su vida para salvar a los demás, por ello es valiente y decidido. Posee el Emblema del Valor. |                       | |  |
|                                                               | |                       | |  |
| Yamato Ishida (石田 ヤマト Ishida Yamato?, Matt Ishida)       | Yuuto Kazama (JP) Mariano García (Esp) Uraz Huerta (Lat) | Gabumon               | Mayumi Yamaguchi (JP) Eugenio Barona (Esp) Circe Luna (Lat)                                                      |  |
| Yamato Ishida (石田 ヤマト Ishida Yamato?, Matt Ishida)       | Es el chico solitario del grupo, y el hermano mayor de Takeru. Tiene 11 años de edad y a pesar de tener un frío carácter, en el fondo es una persona amable que aprecia a sus amigos. Es muy sobreprotector con su hermano, lo que lo lleva a hacer muchas cosas bajo impulsos y no atendiendo razones. Posee el Emblema de la Amistad.                                                                                  |                       | |  |
|                                                               | |                       | |  |
| Sora Takenouchi (武之内 空 Takenouchi Sora?)                  | Yuko Mizutani (JP) Marta Sainz (Esp) Circe Luna (Lat) | Biyomon Piyomon (ESP) | Atori Shigematsu (JP) Diana Torres (Esp) Lupita Leal (Lat)                                                       |  |
| Sora Takenouchi (武之内 空 Takenouchi Sora?)                  | Es la chica responsable y madura del grupo, muy querida por todos por ser amable y cariñosa. Tiene 11 años de edad y tiene un gran instinto maternal (especialmente con Hikari, Takeru y Taichi quien es su mejor amigo desde pequeños) y se preocupa más por los demás que por ella misma. Posee el Emblema del Amor (Afecto en España).                                                                                |                       | |  |
|                                                               | |                       | |  |
| Koshiro Izumi (泉 光子郎 Izumi Kōshirō?, Izzy Izumi)          | Umi Tenjin (JP) Raquel Martín (Esp) Mónica Estrada (Lat) | Tentomon              | Takahiro Sakurai (JP) José María Carrero (Esp) Víctor Ugarte (Lat)                                               |  |
| Koshiro Izumi (泉 光子郎 Izumi Kōshirō?, Izzy Izumi)          | Es muy inteligente y piensa de manera lógica. Tiene 10 años y es un experto en las computadoras, y es el primero en descifrar los enigmas del mundo digital. Uno de sus rasgos más notorios es su enorme curiosidad, y no presta atención a nada cuando investiga. En un episodio se revela que es hijo adoptado. Posee el Emblema del Conocimiento.                                                                     |                       | |  |
|                                                               | |                       | |  |
| Mimi Tachikawa (太刀川 ミミ Tachikawa Mimi?)                  | Ai Maeda (JP) Pepa Agudo (Esp) Isabel Martiñón (Lat) | Palmon                | Shihomi Mizowaki (JP) Raquel Martín (Esp) Mónica Estrada (Lat)                                                   |  |
| Mimi Tachikawa (太刀川 ミミ Tachikawa Mimi?)                  | Una chica mimada y un poco egoísta que al principio solo piensa en ella misma, pero también es buena persona. Tiene 10 años de edad y odia las peleas y busca evitarlas a toda costa, pero se preocupa por sus seres queridos y si es necesario lucha para protegerlos. Posee el Emblema de la Pureza (Inocencia en España).                                                                                             |                       | |  |
|                                                               | |                       | |  |
| Jo Kido (城戸 丈 Kido Jō?, Joe Kido)                          | Masami Kikuchi (JP) José María Carrero (Esp) Víctor Ugarte (Lat) | Gomamon               | Junko Takeuchi (JP) Rais David Báscones (Esp) Miguel Ángel Leal (Hasta el capítulo 9) y Gerry Meza (resto) (Lat) |  |
| Jo Kido (城戸 丈 Kido Jō?, Joe Kido)                          | Es bastante dependiente y pensativo, y a veces se preocupa demasiado, aun así es considerado la voz de la razón dentro del grupo y siempre cumple lo que dice. Tiene 12 años de edad. Posee el Emblema de la Sinceridad. |                       | |  |
|                                                               | |                       | |  |
| Takeru Takaishi (高石 タケル Takaishi Takeru?, T.K. Takaishi) | Hiroko Konishi (JP) Diana Torres (Esp) Lupita Leal (Lat) | Patamon               | Miwa Matsumoto (JP) Pepa Agudo (Esp) Isabel Martiñón (Lat)                                                       |  |
| Takeru Takaishi (高石 タケル Takaishi Takeru?, T.K. Takaishi) | Es el hermano menor de Yamato. Era el más pequeño del grupo hasta que se une Hikari. Tiene 8 años de edad. Al principio era muy sensible y dependiente de los demás, pero con el paso del tiempo empieza a madurar. Posee el Emblema de la Esperanza. Tres años después se unirá a los Niños elegidos de Digimon Adventure 02.                                                                                           |                       | |  |
|                                                               | |                       | |  |
| Hikari Yagami (八神 ヒカリ Yagami Hikari?, Kari Kamiya)       | Kae Araki (JP) Marta Sainz (un capítulo) / Rocío Azofra (Esp) Cristina Hernández (Lat) | Gatomon Tailmon       | Yuka Tokumitsu (JP) Marta Sainz (Esp) Cristina Hernández (Lat)                                                   |  |
| Hikari Yagami (八神 ヒカリ Yagami Hikari?, Kari Kamiya)       | Es la hermana menor de Taichi, y la última miembro de los Niños elegidos. Tiene 8 años de edad. Es bastante gentil, piensa más en los demás que en ella misma, y suele enfermarse debido a que no quiere ser una carga para nadie. Posee el Emblema de la Luz. Tres años después se unirá a los Niños elegidos de Digimon Adventure 02.                                                                                  |                       | |  |

## Episodios
Posee un total de 54 capítulos.
- Anexo:Episodios de Digimon Adventure

## Ediciones

### Reino Unido
de 2004 a 2008, Maximum Entertainment lanzó 4 DVD que contienen los primeros 20 episodios de la primera temporada y luego fue interrumpido, a partir de 2016 Manga Entertainment lanzará la serie completa en DVD

### Estados Unidos
Los primeros 13 episodios fueron lanzados en 1999 y 2000 por Fox Kids Video bajo licencia de Twentieth Century Fox Home Entertainment. Toda la primera temporada fue lanzada el 9 de octubre de 2012 por New Video.

### Alemania
de mayo a septiembre de 2016, KSM Anime ha lanzado la serie completa en 9 DVD

## Escenarios
La historia se desarrolla en los siguientes lugares: el Mundo Digital (llamado también "Digimundo") y el Mundo humano o real.
La mayor parte de la historia se desarrolla en el Digimundo, mayormente durante la primera, segunda, cuarta y quinta saga (Devimon, Etemon, Amos oscuros y Apocalymon). Gran parte de la tercera saga (Myotismon) se desarrolla en el mundo humano.

### Mundo Digital
La Isla File es una isla que mezcla los diversos climas del mundo humano a pesar de su diminuto tamaño. Esta isla está presente durante toda la saga de Devimon y durante el último episodio de Digimon Adventure.
El continente Server es un extenso continente ubicado al oeste de la Isla File, ambos separados por el Océano Net. Así como la Isla File, el continente Server posee todos los climas, aunque mejor distribuidos por su gran tamaño. Acá se lleva a cabo la saga de Etemon y parte de la de saga de Myotismon. Además, acá se encuentra el hogar del anciano Gennai.
La Montaña espiral es una gran montaña creada por los Dark Masters uniendo todo el Mundo digital, en la cima hay una gigantesca planicie oscura con una base en forma de copa. La montaña está dividida en cuatro grandes regiones que representan a cada uno de los Dark Masters (Amos oscuros): el océano, el bosque, la ciudad y el páramo oscuro.
La saga de Apocalymon se desarrolla en un "vacío" llamado Zona de oscuridad.

### Mundo Humano
Es el hogar de los Niños elegidos. A diferencia de otras series, en Digimon se basaron en locaciones existentes en la realidad, desarrollándose casi exclusivamente en la ciudad de Tokio, capital de Japón.
La historia en el mundo humano se centra principalmente en uno de los barrios residenciales de la capital nipona llamado Hikarigaoka (donde vivían los ocho Niños elegidos cuatro años antes de los eventos de la serie, donde Greymon peleó con Parrotmon, hecho transcurrido en la primera película). También se ven otros sectores de Tokio como el barrio de Odaiba (donde algunos de los niños elegidos viven al momento de la serie y además donde se encuentra el edificio de Fuji TV en donde trabaja el padre de Yamato Ishida y donde se desarrollaron algunas batallas, como la batalla final contra Myotismon), Shibaura, la Torre de Tokio y Shibuya.
Durante los últimos episodios también se mostraron pequeñas vistas de otros lugares como Nueva York (EE. UU.), París (Francia), entre otros.

## Películas

### Digimon Adventure
Es la primera película de Digimon, se centra en el primer encuentro de Taichi y Hikari Yagami con los Digimon cuatro años antes de lo ocurrido en la serie de televisión. Se narra cómo encuentran un digihuevo del que sale un Botamon y cómo este evoluciona para enfrentarse a un Parrotmon. Los niños creen que ha sido un sueño o una fantasía y olvidan los hechos narrados en la película, hasta que en la serie les explican que el haber encontrado el digihuevo es lo que los convirtió en Niños elegidos.
El Agumon de la película es más grande que el de la serie, y el Greymon es tan grande como la mitad de un rascacielos. Koromon cuando se enteró de esto dijo: "Debió ser otro Agumon, aunque la primera vez que vi a Taichi me dio un sentimiento de nostalgia". Esto hace sospechar que el Agumon de la película y el de la serie son el mismo y que por algún motivo Agumon creció a tamaños gigantescos, a pesar de que en el doblaje hispanoamericano de la película, Hikari refiriéndose al Koromon cuando va a digievolucionar, narra así: "Deben saber que este Koromon no es de quien nos hicimos amigos después".
Para su distribución en Occidente, este cortometraje se juntó con Digimon Adventure: Bokura no War Game y Digimon Adventure 02: Digimon Hurricane Touchdown!! & Supreme Evolution!! The Golden Digimentals para crear Digimon: The Movie.

### Digimon Adventure: Bokura no War Game
Es la segunda película basada en Digimon Adventure, la historia se centra unos meses después de la batalla contra Apocalymon. Un extraño Digimon, formado de varios bugs de computadora, comienza a invadir la Internet, infectando los ordenadores de todo el mundo, causando problemas en la red NTT lo que les impedía contactarse con sus Digimon. Taichi e Koushiro detectan al Digimon e intentan detenerlo, pero el Digimon se les escapa, y luego activa un misil nuclear desde los Estados Unidos que podía caer en cualquier parte del mundo, y finalmente se dan cuenta de que apunta a Japón, y evoluciona en Diablomon (Diaboromon en España e Hispanoamérica). Los chicos intentan contactar con el resto del grupo, pero solo reciben ayuda de Yamato y Takeru quienes se encontraban de vacaciones en Shimane, en la casa de sus abuelos.
WarGreymon y MetalGarurumon intentan detener a Diablomon, pero pierden luchando contra él. Luego de un pequeño altercado entre Koushiro y Taichi, quien le explica el por qué está peleado con Sora, los chicos deciden perseguir a Diablomon y luchar contra él, pero son superados en poder, y cuando parecen estar derrotados Taichi y Yamato son transportados a la Internet para apoyar a sus Digimon. Estos después hacen una Fusión y evolucionan a Omegamon (Omnimon en España e Hispanoamérica), el cual comienza a destruir las copias falsas de Diablomon. Cuando solo queda el original, la batalla casi está ganada, pero el Digimon virus se movía muy rápido para su adversario y solo quedaba un minuto para que los misiles llegaran a su blanco. Todo parece perdido hasta que Koushiro tiene la idea de redirigir todos los mensajes de correo electrónico que están recibiendo de niños que están contemplando la batalla hacia Diablomon, quien se vuelve más lento debido a la saturación de datos.
Finalmente la fusión entre WarGreymon y MetalGarurumon vence a Diablomon de un corte longitudinal en la cabeza y el misil que había sido lanzado es desactivado antes del impacto por un segundo.

### Digimon Adventure: Last Evolution Kizuna
Digimon Adventure: Last Evolution Kizuna (En japonés : デ ジ モ ン ア ド ベ ン チ ャ ー LAST EVOLUTION 絆Hepburn: Dejimon Adobenchā La Última Evolución de Kizuna) es una película animada japonesa de 2020, perteneciente al género de aventuras, producida por Toei Animation y animada por Yumeta Company. La película sirve como secuela directa de Digimon Adventure tri. y se estrenó en los cines japoneses el 21 de febrero del año 2020.

## CD Dramas
Digimon Adventure Original Story 2nen han no kyūka (lit. «Aventura Digimon Historia original: descanso de 2 años y medio») es un CD drama que narra los sucesos que les sucedieron a los chicos (a excepción de Takeru y Hikari), en un periodo de dos años y medio. Está dividido en varios segmentos, cada uno dedicado a cada uno de los chicos. Los sucesos narrados en este drama sirven para explicar los cambios de personalidad que los chicos tienen en la segunda serie, pero el fragmento de Koshiro revela algunos secretos más.
- El segmento de Taichi, llamado Silbato, ocurre en noviembre de 1999. Tai escucha el silbato de Kari, el cual ella le había regalado a Gatomon, dándose cuenta de que hay una puerta al mundo digital. Gracias a esto, Taichi puede conversar un rato con Agumon acerca de sus planes futuros.
- El segmento de Jo, llamado Teléfono, ocurre en mayo de 2000. Narra una conversación telefónica entre Jo y su hermano Shin, donde Jo le cuenta sus sueños de convertirse en doctor, pues piensa que así puede acabar con el dolor que vio en el mundo digital.
- El segmento de Sora, llamado Carta para mi padre, ocurre en octubre de 2000. Sora escribe una carta a su padre que está en Kioto, donde habla acerca de Shuu Kido, el segundo hermano de Jo, quien se ha convertido en el estudiante de mitología de su padre. En la carta, Sora también comenta que está tomando un curso de tenis y que su escuela irá a un paseo por Kioto pronto.
- El fragmento de Koshiro, llamado Chat, ocurre en abril de 2001. Koshiro le envía un correo electrónico a Gennai, donde comenta que Gennai está "rejuveneciendo", además de que existen muchos Niños elegidos alrededor del mundo. Koshiro se pregunta si lo ocurrido en 1995 (véase la primera película de Digimon Adventure) ha tenido algo que ver.
- El fragmento de Mimi, llamado Video Mail, se sitúa en septiembre de 2001. Habiendo llegado a Nueva York recientemente, Mimi es testigo de los atentados del 11 de septiembre de 2001, y junto a varios Niños elegidos norteamericanos Mimi ayuda en las obras de rescate. Mimi se pregunta entonces si los Digimon existían antes de la creación de la red.
- El último fragmento es dedicado a Yamato (Matt) y se llama Estoy tocando el bajo, y ocurre en marzo del 2002. Yamato está hablando con su padre por teléfono acerca de sus planes de montar una banda, mientras él practica con su bajo. Matt descubre entonces que su padre de joven también estuvo en una banda, y menciona que Takeru y su madre pronto se mudarán a Odaiba. Matt también menciona que los vídeos en donde aparecían los Digimon habían sido editados.

Un segundo CD-Drama, llamado Digimon Adventure Character Song + Mini Drama 2, se enfoca en una carta romántica que Izzy está escribiendo. A lo largo del drama, los chicos intentarán averiguar quién es la afortunada, mientras las chicas se pelearán asegurando que cada una es la dueña de la carta.
- En Koshiro y el escondite perdido del Amor, los demás elegidos encontrarán a Izzy escribiendo la carta, e intentan averiguar por todos los medios para quién es. Al final, Izzy huye en Kabuterimon, mientras los demás lo persiguen.
- En El plan súper vergonzoso de Mimi para dominar el mundo, Kari, Mimi y Sora se preguntan para quien será la carta, y cada una expone el por qué debería ser para ella.
- Finalmente, en La frágil condición de Hikari, Kari realiza un plan para averiguar quién es la dueña del corazón de Koshiro (Izzy). Al final, cuando Izzy va a decir el nombre, el drama termina, seguramente para dejar en suspenso a los radioescuchas.

## Banda sonora

### Opening
- Butter-Fly[25][26] (lit. «Mariposa»)

Intérprete: Kōji Wada
Letra: Hidenori Chiwata
Música: Hidenori Chiwata
Arreglos: Cher Watanabe
Editora musical: FUJIPACIFIC MUSIC INC.
Episodios: 1 - 54
- Hispanoamérica: "Si tú lo deseas"

Intérprete: César Franco
Adaptación al español: Oliver Magaña & Israel Magaña
Dirección musical: Oliver Magaña
Episodios: 1 - 54

### Endings
- I wish[25][27] (lit. «Deseo»)

Intérprete: Ai Maeda
Letra: Yoshiko Miura
Música: Yoshihisa Shirakawa
Arreglos: Katsumi Horii
Editora musical: FUJIPACIFIC MUSIC INC.
Episodios: 1 - 26
- Hispanoamérica: "Deseo"

Intérprete: Marisa De Lille
Adaptación al español: Oliver Magaña & Israel Magaña
Dirección musical: Oliver Magaña
Episodios: 1 - 54
- Keep on[25][28] (lit. «Seguir»)

Intérprete: Ai Maeda
Letra: NK
Música: Naoto Kine
Arreglos: Naoto Kine & Koichi Yuasa
Editora musical: FUJIPACIFIC MUSIC INC.
Episodios: 27 - 54

### Insert song
- Brave heart[25][29] (lit. «Corazón valiente»)

Intérprete: Ayumi Miyazaki
Letra: Shoko Omori
Música: Michihiko Ohta
Arreglos: Michihiko Ohta
Editora musical: FUJIPACIFIC MUSIC INC.
- Seven[25][26] (lit. «Siete»)

Intérprete: Koji Wada
Letra: Kouhei Koyama
Música: Kouhei Koyama
Arreglos: Cher Watanabe
Editora musical: FUJIPACIFIC MUSIC INC.

### Abreviatura italiana
- Digimon

Intérprete: Manga Boys
Letra: Bruno Tibaldi
Música: Stefano Lucato y Antonio Summa
Arreglos: Stefano Lucato
Editora musical: Rai Trade, Cafè Concerto

## Emisión

### España
En España, Antena 3 estrenó la serie un 28 de febrero de 2000 dentro del programa Club Megatrix.

Tras el estreno en Antena 3, la serie fue repuesta en numerosas ocasiones a través de La 2 de TVE, entre los años 2000 y 2006. En 2006, el Gobierno decidió que las reposiciones pasaran al canal Clan, que por entonces no se emitía en abierto en televisión analógica, por lo que dejó de ser vista por la mayoría del público. Se emitió en distintas franjas horarias, principalmente entre las 14:30 y las 15:00 horas, lo que le otorgaba una gran audiencia, al coincidir con la hora de comer de los más pequeños.
Posteriormente, ha sido repuesta en algunas cadenas privadas como Boing, sin alcanzar el éxito que alcanzó en su estreno en la televisión pública. Además, durante la época que se programó en Clan RTVE Clan TVE tampoco tuvo mucha audiencia, ya que la emisora la movía de horario sin avisar para poner en su lugar series como Pokémon y Winx Club.

### Hispanoamérica
El canal Fox Kids estrenó la serie en Latinoamérica (Brasil e Hispanoamérica) el año 2000, la serie fue transmitida en Argentina, Bolivia, Brasil, Chile, Colombia, Costa Rica, Ecuador, El Salvador, Guatemala, Honduras, México, Nicaragua, países del Caribe, Panamá, Paraguay, Perú, República Dominicana, Uruguay y Venezuela.

La serie tuvo un preestreno el domingo 25 de junio de 2000, con el nombre de Digi-premiere a las 03:00 p. m. (Colombia, Ecuador, Perú y Panamá), 05:00 p. m. (Argentina, Brasil).

El estreno oficial fue el sábado 1 de julio de 2000 a las 03:30 p. m. (México, Colombia, Ecuador, Perú y Panamá), 05:30 p. m. (Argentina, Brasil, Paraguay y Uruguay) y 04:30 p. m. (Chile, Venezuela y Bolivia), con transmisiones de lunes a domingo.

En México la serie se estrenó en televisión abierta el martes 5 de septiembre de 2000 en el horario de las 07:30 p. m. en el canal 5 XHGC de Televisa.
El 23 de junio y 24 de junio de 2001, Fox Kids organizó un maratón de los 54 episodios de la serie, con el nombre de Digitón (Digithon), como antesala al estreno de Digimon Adventure 02; además, durante el maratón se desarrolló la Digimática Fanática, un concurso donde se tenía que adivinar cuántas veces los Digimon digievolucionaron durante la serie.

Finalmente, Fox Kids emite Digimon por última vez el viernes 30 de mayo de 2003, después de varias repeticiones desde el 2000.

Años más tarde, Jetix retransmite la serie un 1 de junio de 2005 de lunes a viernes a las 04:30 p. m. (Colombia, Ecuador, Perú y Pánama), 06:30 (Argentina), 07:00 p. m. (México), 08:00 p. m. (Brasil).

### Noruega
En Noruega emitida en TV3 durante Barnetreern

### Italia
La serie se ha transmitido en Italia desde el 4 de septiembre de 2000 en RaiDue dentro del contenedor para televisión infantil www.raidueboysandgirls.com. la serie tiene licencia exclusiva de Rai Trade.

### Alemania
En Alemania, la serie se emitió en RTL II desde el 14 de agosto de 2000.

### Suecia
En Suecia, la serie se emitió en TV3 desde 2001 y luego en Fox Kids.

### Eslovenia
En Eslovenia, la serie se emitió en RTV SLO entre el verano de 2002 y la primavera de 2003.

## Secuelas
Digimon Adventure tiene dos secuelas:
- Digimon Adventure 02 se sitúa tres años después. Hay nuevos elegidos quienes apoyan a los ya conocidos Kari y T.K. Se muestran otras digievoluciones, las armor evoluciones y las jogres (Evolución ADN).
- Digimon Adventure tri. se sitúa seis años después, y tres años después de 02. Fue anunciada por Toei Animation y estrenada el 21 de noviembre de 2015. Taichi, ahora de 17 años, está por culminar la preparatoria. Justo cuando todo parecía estar tranquilo, empieza a haber fenómenos y desdoblamientos entre el Mundo Humano y el Mundo digital.

## Nueva serie animada
- Digimon Adventure (serie animada 2020)